# Ehemalige Kaysermühle

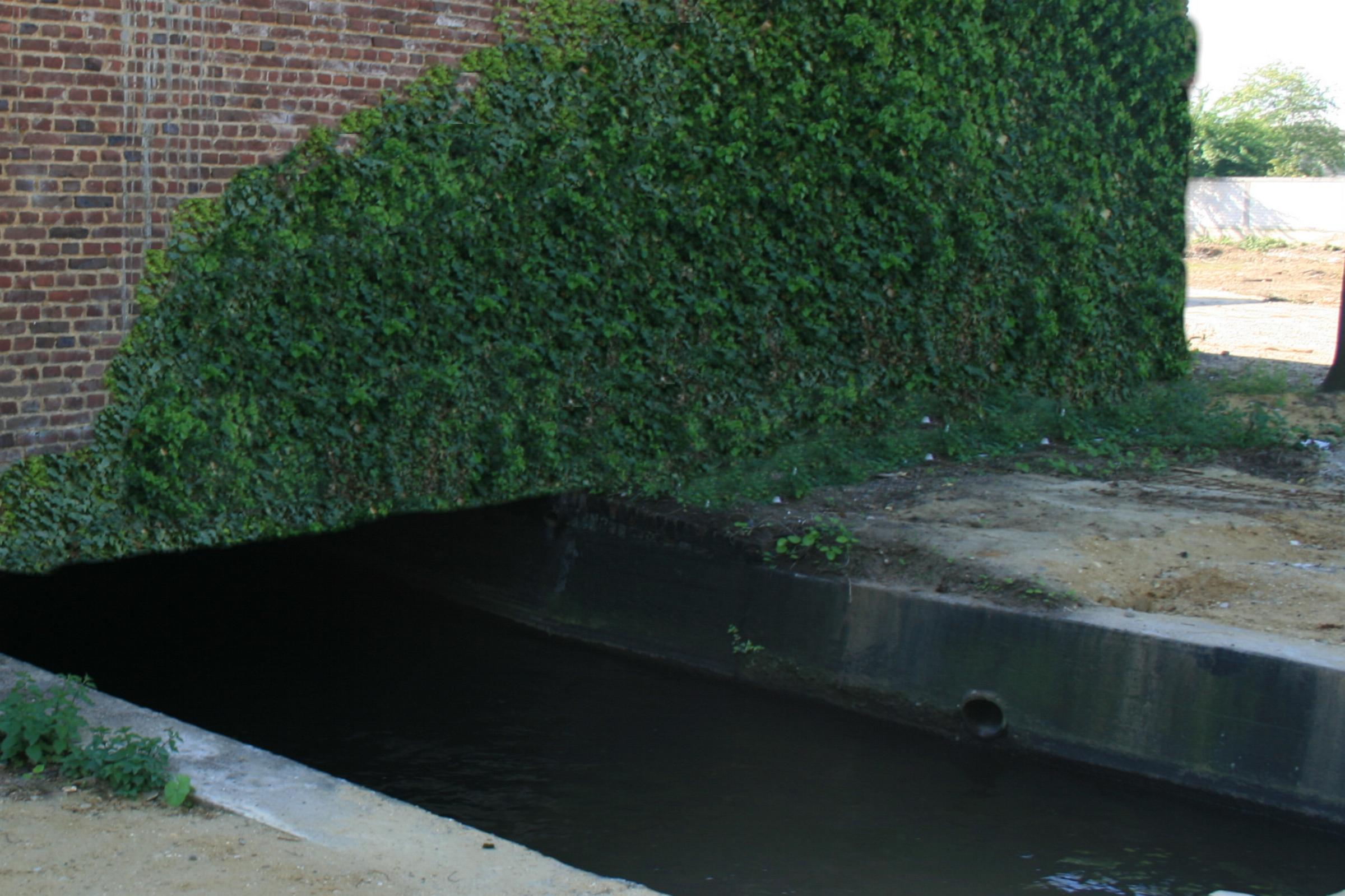
Ehemalige Kaysermühle

Die ehemalige Kaysermühle ist Teil der ehemaligen Feintuchfabrik Leopold Schoeller in Düren in Nordrhein-Westfalen, Valencienner Straße.
Die Kaysermühle wurde im 16. Jahrhundert erbaut und im 18. Jahrhundert erweitert.
Es handelt sich um einen ursprünglich winkelförmigen, am Mühlenteich gelegenen Backsteinbau. Im 18. Jahrhundert erfolgte die Erweiterung des Ostflügels und der Anbau eines Westflügels. Das Backsteinmauerwerk hat Sandsteingewände. Von den ursprünglichen Gebäuden sind größtenteils im Erdgeschoss noch die Außenmauern erhalten, am Mühlenteich Bruchsteinmauerwerk mit Eckquaderung, sonst Backsteinmauerwerk. An der Nordostecke sind noch vier originale Fenstergewände aus dem 18. Jahrhundert erhalten. Am Mühlenteich steht ein nachträglich angebautes Turbinenhaus. Im Inneren steht eine Voith-Turbine mit einem Siemensgenerator von 1937.
Das Bauwerk ist unter Nr. 1/066e in die Denkmalliste der Stadt Düren eingetragen.